# 59804 Дікджойс
59804 Дікджойс (59804 Dickjoyce) — астероїд головного поясу, відкритий 5 вересня 1999 року.
Тіссеранів параметр щодо Юпітера — 3,171.